# 일본 영화
일본 영화 문서는 일본의 영화로 및 제반 산업에 대해 설명한다.
황금기의 마지막 해인 1958년의 11억 2,270만명이란 연간 영화 총관객수가 12년 후인 1970년에는 2억 5,300만명으로 되었다. 같은 해 7,670개이던 영화관이 3,246개로 줄어 들었다. 1969년과 1970년 한 해 사이에 자그마치 3,000만명의 관객감소와 400개의 영화관 폐쇄가 있었는가 하면, 일본영화의 대부분을 생산해 내던 5대 제작사(東映·東寶·松竹·日活·大映)중 다이에이(大映)가 닛카쓰(日活)와 배급공동화를 위한 배급 주식회사를 설립했으나 얼마후 해산됐으며, 다이에이는 1971년 11월에 전사원(全社員)을 해고, 사실상 영화제작사무를 중단하기에 이르렀다.
1971년의 제작량을 보면 5대제작사가 132편, 독립프로덕션이 22편(1971년 11월말 현재)으로 대제작회사보다 소자본(小資本)에 의한 독립프로덕션이 활발한 제작활동을 벌이고 있음을 알 수 있다. 아울러 이른바 '에로덕션(외설영화)'이나 폭력영화 등이 다량으로 제작되고 있으며 성인용의 심야 극장이 성행한다. 대제작사의 붕괴현상을 비롯한 일본영화산업의 쇠퇴현상은 무엇보다 텔레비전의 대량보급(1995년 기준 9,700만대), 성행하는 레저 붐 때문이라고 풀이된다.
일본영화가 예술적인 면에서 세계적으로 인정을 받기 시작한 것은 1951년 구로자와 아키라(黑澤明)의 <라쇼몽(羅生門)>이 베니스 영화제에서 황금사자상을 수상한 때부터이다. 이어 몇 개의 작품이 아카데미상을 수상했고, <할복(割腹)>(1963) 등이 칸 영화제에서 심사위원상을, <무사도 잔혹이야기>가 베를린 영화제에서, 그리고 <무호마쓰의 일생>이 베니스 영화제에서 수상되어 평가를 받았다.
전후의 일본 영화계에서 활약한 감독으로는 <라쇼몬(羅生門)> <7인의 사무라이> 등의 구로자와, <만춘(晩春)>의 오즈(小津)가 있고, 60년대 이후에는 <원폭의 아들> <벌거벗은 섬>의 신토(新藤兼人), <인간의 조건> <괴담(怪談)>의 고바야시(小林正樹), <미얀마의 수금(竪琴)>의 이치가와(市川崑) 등 당시 40세를 넘는 중진들이 있었다. 그리고 일본의 누벨 바그라고 하는 오시마(大島渚), 이마무라(今村昌平), 나카히라(中平康) 등이 활약하였다.
일본영화는 그 밖에도 멜로드라마, 전쟁 스펙터클, 무사영화(武士映畵), 청춘영화, 코미디 등 여러 측면의 오락영화와 특히 핑크영화가 범람하는 등 한때 연간 600편을 상회하다가 1956년엔 516편, 1970년엔 423편으로 줄었다. 5대제작회사의 붕괴가 현저해지기 시작한 현상은 대자본에 의한 영화생산이 점차 줄게 되면서 군소(群小) 독립프로덕션을 활발하게 움직이게 했다.

## 내력

### 초기 무성영화 시대

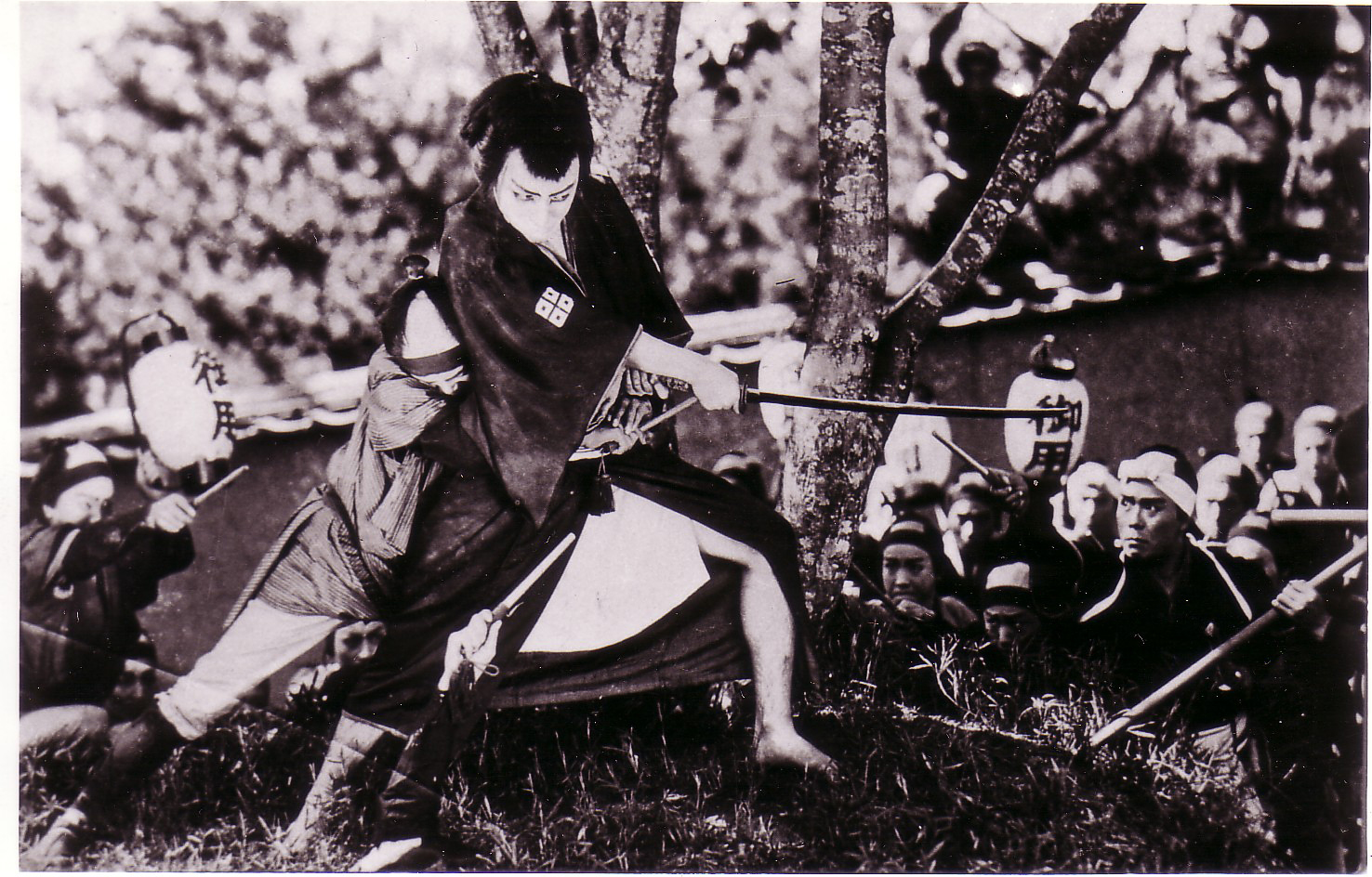
오로치 (후타가와 분타로)

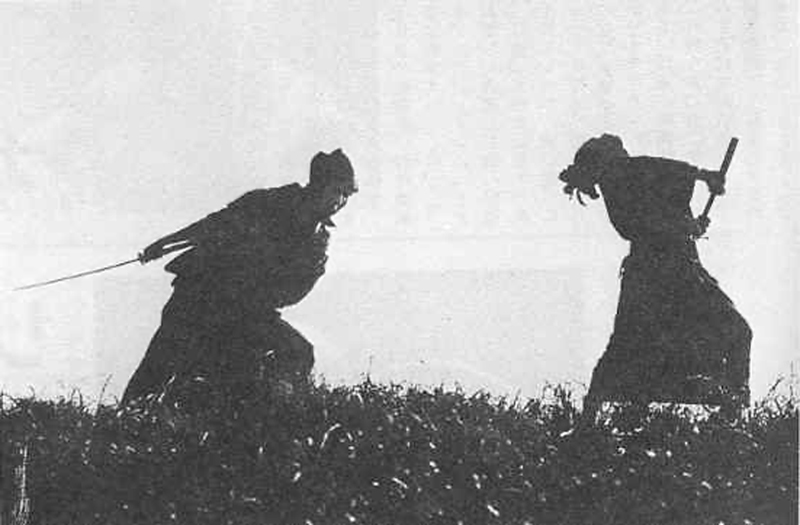
로닌가이 (마키노 마사히로)

1894년 미국에서 토머스 에디슨이 처음 상업적으로 선보인 키네토스코프는 1896년 11월 일본에서 처음 선보여졌다. 비타스코프와 뤼미에르 형제의 시네마토그래프는 1897년 초, 이나바타 카츠타로와 같은 사업가에 의해 일본에서 처음 선보였다. 뤼미에르 카메라맨은 일본에서 처음으로 영화를 촬영했다. 그러나 겐토(우츠시)나 환등기와 같은 영화 전 장치에 대한 풍부한 전통 때문에 일본인에게 영화는 완전히 새로운 경험이 아니었다. 1897년 말 처음으로 성공한 일본 영화는 도쿄의 광경을 보여주었다.
1898년에는 아사노 시로의 단편 유령 지조 및 시체의 부활과 같은 유령 영화가 제작되었다. 첫 번째 다큐멘터리인 단편 게이샤노 테오도리(芸者の手踊り)가 1899년 6월 제작되었다. 시바타 츠네키치는 1899년 두 명의 유명한 배우가 유명한 가부키 연극의 한 장면을 연기한 <모미지가리> 등 초기 영화를 다수 제작했다. 초기 영화는 가부키와 분라쿠와 같은 전통 연극의 영향을 받았다.

### 1900년대
20세기 초, 극장에서 스크린 옆에 앉아 무성 영화의 해설을 해주는 이야기꾼인 벤시(benshi)를 고용했다. 1930년대 초 유성 영화의 등장으로 벤시는 점차 쇠퇴했다.
일본 영화의 선구적인 감독으로 평가받는 마키노 쇼조는 1908년 요코타 쇼카이에서 제작한 혼노지 전투(本能寺合戦)로 영향력있는 경력을 쌓기 시작했다. 마키노 쇼조는 전 가부키 배우였던 오노에 마츠노스케를 영입하였고, 그는 1909년부터 1926년 사이에 1,000편이 넘는 영화에 출연한 일본 최초의 영화배우가 되었다. 두 사람은 일본의 시대극장르를 개척하였다. 오카다 토키히코는 동시대의 인기있는 로맨스 배우였다.
1909년 요시자와 쇼텐이라는 일본 최초의 영화 제작 스튜디오가 도쿄에 설립되었다.

### 1910년대
전문적으로 영화에 출연한 최초의 일본 여성 배우는 토쿠코 나가이 타카기(Tokuko Nagai Takagi)로, 그녀는 1911년부터 1914년까지 미국 기반 Rhanhouser Company의 단편 4편에 출연했다.

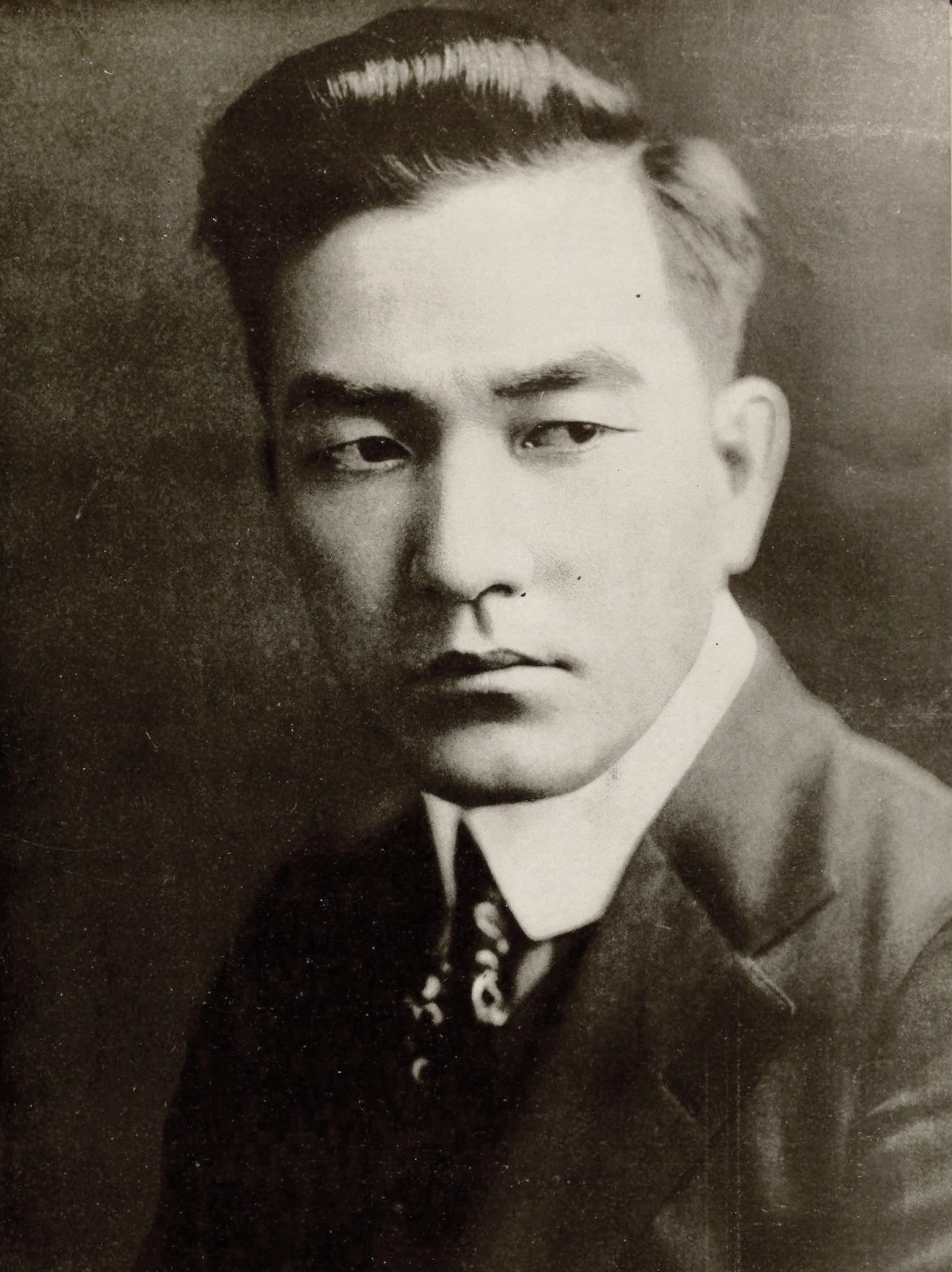
1910년대와 1920년대 무성영화 시대 할리우드의 가장 큰 스타 중 한 명이었던 하야카와 긴타로

지식인들 사이에서 일본영화에 대한 비판은 1910년대에 성장하여 결국 일본영화를 변모시키는 운동으로 발전했다. 영화 비평은 초기 영화잡지와 1914년 곤다 야스노스케가 쓴 장편서에서 시작되었지만, 많은 초기 영화 비평가들은 닛카츠와 텐카츠 같은 스튜디오의 작품이 너무 연극적이고(예: 온나가타 등 가부키와 신파의 요소 사용), 이야기를 전달하기 위해 더 영화적인 기술을 활용하지 않고 벤시에 의존한다는 이유로 비판하는 데 초점을 맞췄다. 나중에 순수 영화 운동이라고 명명된 이 운동에서 Kinema Record와 같은 잡지의 작가들은 이러한 영화적 기법을 더 폭넓게 사용할 것을 촉구했다. 가에리야마 노리마사와 같은 비평가 중 일부는 여배우(이 경우 하나야기 하루미)를 사용한 최초의 영화 중 하나인 <생명의 빛>(1918)과 같은 영화를 연출함으로써 자신의 아이디어를 실천에 옮겼다. 영화 산업의 다른 곳에서도 비슷한 노력이 있었다. 이노우에 마사오는 1917년 영화 <대장의 딸>(나카우치 초지의 희곡을 원작으로 독일 영화 <겐다름 뫼비우스>를 각색)에서 클로즈업과 컷백 등 무성영화 시대에는 생소한 기법을 사용하기 시작했다. 순수 영화 운동은 겐다이게키와 각본 개발의 중심이었다.

### 1980년대
구로사와 아키라는 1980년 칸 영화제에서 황금종려상을 수상한 《카게무샤》(1980)와 《란》(1985)을 발표했다. 스즈키 세이준은 1980년에 발표한 《지고이네르바이젠》로 다시 활동을 시작했다. 이마무라 쇼헤이는 《나라야마 부시코》(1983)로 칸 영화제 황금종려상을 수상했다. 요시다 요시시게는 《계엄령》(1973) 이후 13년 만의 영화인 《인간의 약속》(1986)을 만들었다.

### 1990년대

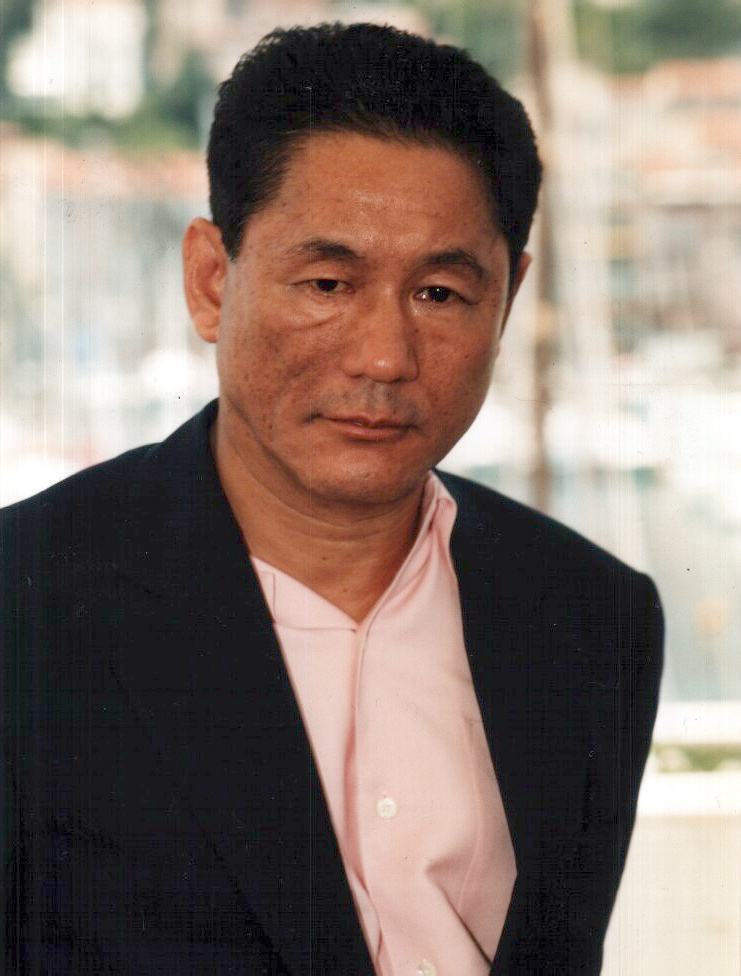
기타노 다케시

경제 불황의 영향으로 1960년대 이후 일본의 영화관 수는 지속적으로 감소했는데, 1990년대부터는 이런 경향을 뒤집기 위해 일본에 복합 상영관이 도입되기 시작한다.
기타노 다케시는 《소나티네》(1993), 《키즈 리턴》(1996), 베니스 국제 영화제 황금사자상 수상작 《하나비》(1997)를 발표하며 중요한 영화 제작자로서 두각을 나타냈다. 이마무라 쇼헤이는 《우나기》(1997)로 다시 한 번 황금종려상을 수상(이란의 감독 아바스 키아로스타미와 공동 수상)하며 알프 쉐베르그, 프란시스 포드 코폴라, 빌 어거스트, 에미르 쿠스투리차에 이어 황금종려상을 2회 이상 수상한 다섯 번째 감독이 됐다.
구로사와 기요시는 《큐어》(1997)를 발표하며 국제적인 명성을 얻었다. 미이케 다카시는 《오디션》(1999)과 《데드 오어 얼라이브: 범죄자》(1999), 《중국의 조인》(1998) 등을 발표하며 다작 활동을 시작했다. 다큐멘터리 감독으로 활동 하던 고레에다 히로카즈도 데뷔작 《환상의 빛》(1995)과 《원더풀 라이프》(1998)로 주목받기 시작한다.
미야자키 하야오는 《붉은 돼지》(1992)와 《모노노케 히메》(1997) 두 작품을 감독했는데 두 작품 모두 흥행에 큰 성공을 거뒀으며 비평적으로도 좋은 평가를 받았다. 특히 《모노노케 히메》는 《E.T.》(1982)를 제치고, 《타이타닉》(1997) 개봉 전까지 당시 일본 영화 흥행 순위 1위를 기록했다.
애니메이션의 관념을 단순한 오락거리가 아닌 현대 미술로 끌어올린 신인 애니메이션 감독들도 인정을 받기 시작했다. 오시이 마모루는 국제적으로 호평을 받은 철학적인 공상 과학 영화 《공각기동대》를 1996년에 발표했다. 곤 사토시는 심리 스릴러 《퍼펙트 블루》를 감독했으며, 안노 히데아키 또한 1997년에 발표한 《신세기 에반게리온 극장판》을 통해 널리 인정을 받았다.

### 2000년대
일본에서 개봉되는 영화 수는 꾸준히 증가하여 2006년에는 약 821편의 영화가 개봉됐다. 이 시기에는 특히 일본의 텔레비전 드라마를 기반으로 한 영화가 인기를 얻었으며 애니메이션 영화는 일본 영화 시장의 60%를 차지했다. 애니메이션 영화가 일본 국내외에서 대단한 인기를 얻으며 1990년대와 2000년대를 '일본 영화의 제2 황금기'라고도 표현하기도 한다.
기타노 다케시는 《배틀 로얄》에 출연했으며 《돌스》와 《자토이치》를 감독했다. 공포 영화 《회로》와 《검은 물 밑에서》, 《예언》, 《주온 시리즈》, 《착신아리》 등이 흥행에 성공했으며 2004년에는 고질라 탄생 50주년을 기념해 기타무라 류헤이 감독의 《고질라: 파이널워즈》가 개봉됐다. 2005년에는 스즈키 세이준 감독이 자신의 56번째 영화 《오페레타 너구리 저택》을 제작했다. 고레에다 히로카즈는 자신의 영화 《디스턴스》와 《아무도 모른다》로 세계의 영화제에 진출했으며, 《남자는 괴로워》 시리즈의 야마다 요지 감독은 2002년 《황혼의 사무라이》를 시작으로 2004년 《숨겨진 검: 오니노츠메》, 2006년 《무사의 체통》에 이르는 사무라이 삼부작을 완성했다.
애니메이션 분야에선 미야자키 하야오가 감독한 2001년 작 《센과 치히로의 행방불명》이 일본 영화 흥행 신기록을 세우며 각종 상을 수상했으며, 2004년 《하울의 움직이는 성》과 2008년 《벼랑위의 포뇨》가 뒤를 이어 개봉됐다. 2004년에는 오시이 마모루가 공개한 《이노센스》가 전 세계적으로 호평을 얻었으며, 오시이의 2008년 영화 《스카이 크롤러》도 이와 비슷한 호평을 받았다. 곤 사토시는 《천년여우》와 《크리스마스에 기적을 만날 확률》, 《파프리카》를 발표했다. 오토모 가쓰히로는 1995년에 발표한 《메모리즈》의 단편 이후 첫 애니메이션 작품인 《스팀보이》를 2004년에 발표했다. STUDIO 4℃는 미국인 감독 마이클 아리아스와 협업을 통해 2008년 《철큰 곤크리트》를 공개해 국제적인 호평을 받았다.

### 2010년대
세 편의 영화가 3대 영화제 경쟁 부문에 진출했는데 와카마츠 코지의 《캐터필러》가 제60회 베를린 국제 영화제 황금곰상 경쟁 부문에 진출해 은곰상 여자 배우상을 수상했으며 기타노 다케시의 《아웃레이지》가 2010년 칸 영화제 황금종려상 경쟁 부문, 소노 시온의 《두더지》가 제68회 베네치아 국제 영화제 황금사자상 경쟁 부문에 진출했다.

## 장르
- 시대극: 에도 시대 (1603 ~ 1868) 또는 그 이전을 무대로 한 영화.
- 사무라이 영화: 시대극의 한 종류로 참바라(칼소리를 나타내는 의성어) 라고도 불린다.
- J-호러: 《링》 같은 공포 영화
- 괴수 영화: 《고질라》 같은 괴수 영화
- 핑크 영화: 노골적이지 않은 포르노 영화
- 야쿠자 영화: 폭력배인 야쿠자에 관한 영화
- 현대극: 시대극의 반대말로 현재를 무대로 한 영화
- 서민극: 서민들의 삶에 대한 영화
- 일본의 애니메이션

## 영화 목록

### 연도별

#### 2010년대
- 2012년 일본의 영화 목록
- 2013년 일본의 영화 목록

## 같이 보기
- 일본 아카데미상
- 요코하마 영화제
- CON-CAN 온라인 국제 단편 영화제